# Stereo 8

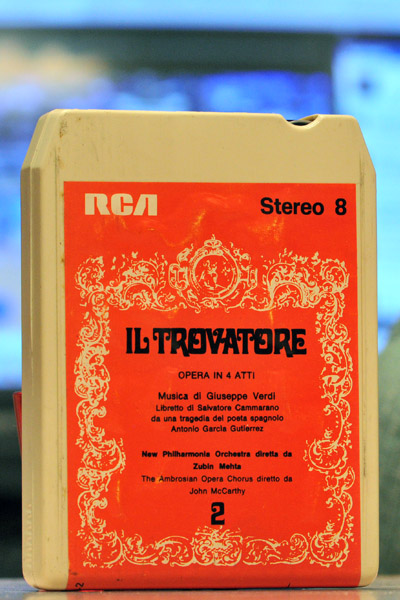
Кассета Stereo 8 с записью оперы Дж. Верди «Трубадур»

Stereo 8 (другое название — 8 Track) — один из распространённых форматов магнитофонных кассет. Появился в США в 1964 году, кассеты этого формата массово выпускались до 1982 года; мелкими сериями — до 1986, в основном для коллекционеров.
Пик популярности пришёлся на конец 1960-х — 1970-е годы. Был распространён исключительно в Америке (в основном в Северной), широко применялся в автомобильных проигрывателях и магнитолах.
Этот формат был рассчитан в основном на воспроизведение готовых записей. Разработал его американский инженер Джордж Иш (англ.). В 1950-е годы он же предложил кассеты Fidelipac, тоже с бесконечным кольцом ленты; они довольно долго использовались на американских радиостанциях для хранения музыкальных треков.

## Устройство
Магнитная лента шириной 6,35 мм (чуть шире, чем у бобинного магнитофона) внутри кассеты Stereo 8 склеена в «бесконечную петлю», то есть кольцом. Внешние размеры кассеты — 133 × 102 × 20 мм. Лента протягивается между тонвалом 5 (находится в магнитофоне) и прижимным роликом 6 (встроен в кассету). Таким образом, лентопротяжный механизм магнитофона стандарта Stereo 8 устроен очень просто: тонвал с маховиком и двигатель, соединённые пассиком. Механизм при работе непрерывно вытягивает из рулона 1 внутренний виток ленты, и после её протяжки мимо магнитных головок, наматывает на тот же рулон снаружи. Запись восьмидорожечная (четыре стереопрограммы на одной ленте), переход между дорожками осуществляется перемещением головки 3. Для определения конца записи на ленту наносилась полоса электропроводящей фольги. Когда датчик 2 касается фольги, электромагнит перемещает магнитную головку на следующую дорожку. 
По мере износа механизма точность перемещения головки и чёткость её фиксации ухудшались, что вело к повышению уровня шумов и паразитному проникновению сигнала с соседних дорожек. 
Скорость протяжки ленты — 9,53 см/с, обычная длительность звучания одной дорожки — 11,5 минуты, таким образом, на кассете помещается 46 минут стереозаписи. При столь небольшой продолжительности звучания одной дорожки перемотка не нужна, а в силу конструкции кассеты ещё и небезопасна для ленты, поэтому в большинстве магнитофонов отсутствует, однако выпускались и модели с перемоткой вперёд, реализуемой путём увеличения скорости протяжки.

## Галерея

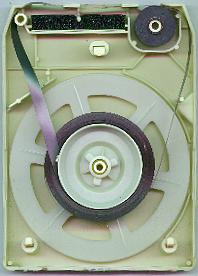
Устройство кассеты
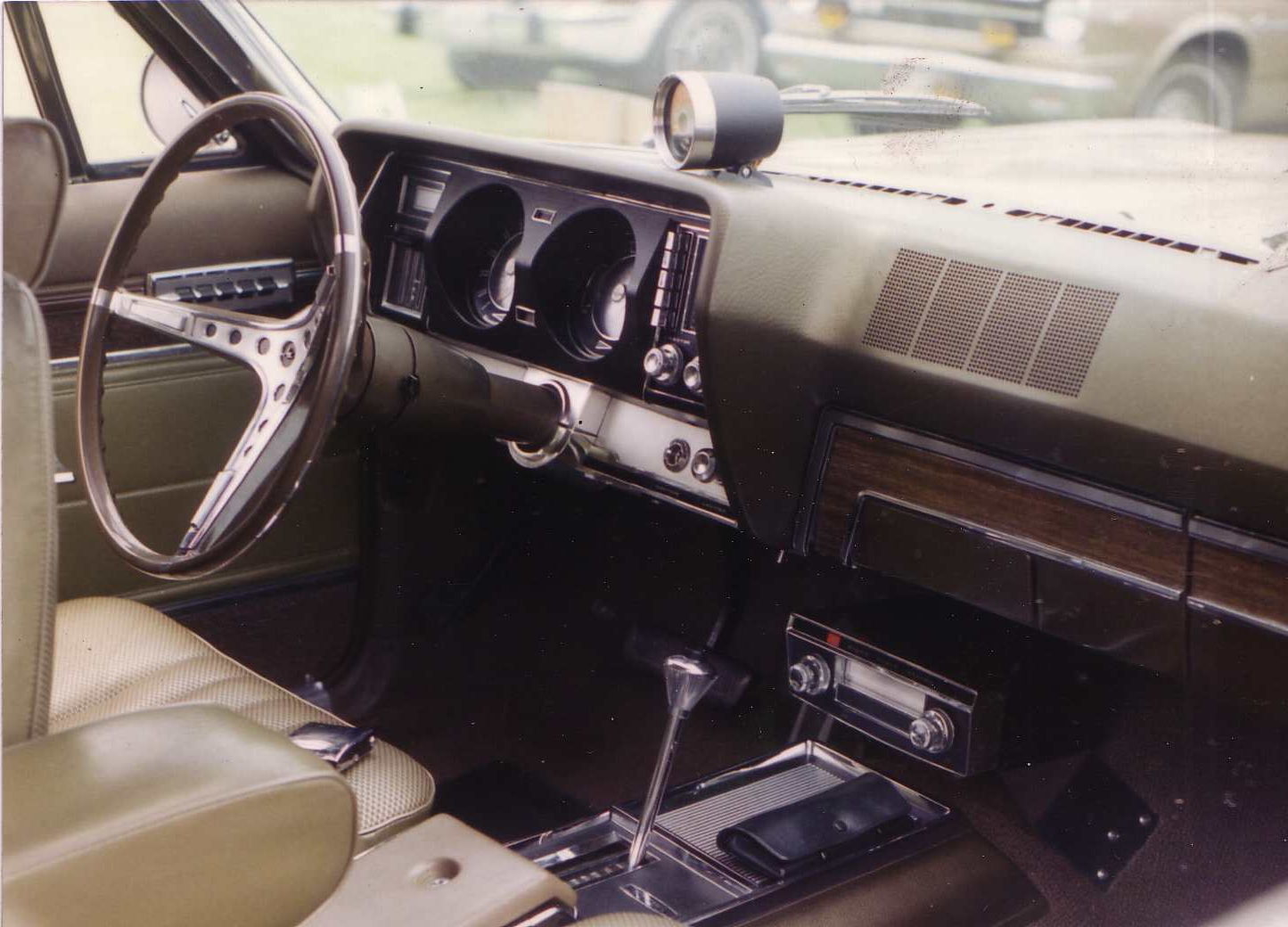
Магнитола Stereo 8 в автомобиле American Motors Rambler Marlin (1967), встроенная между центральной консолью и приборной панелью
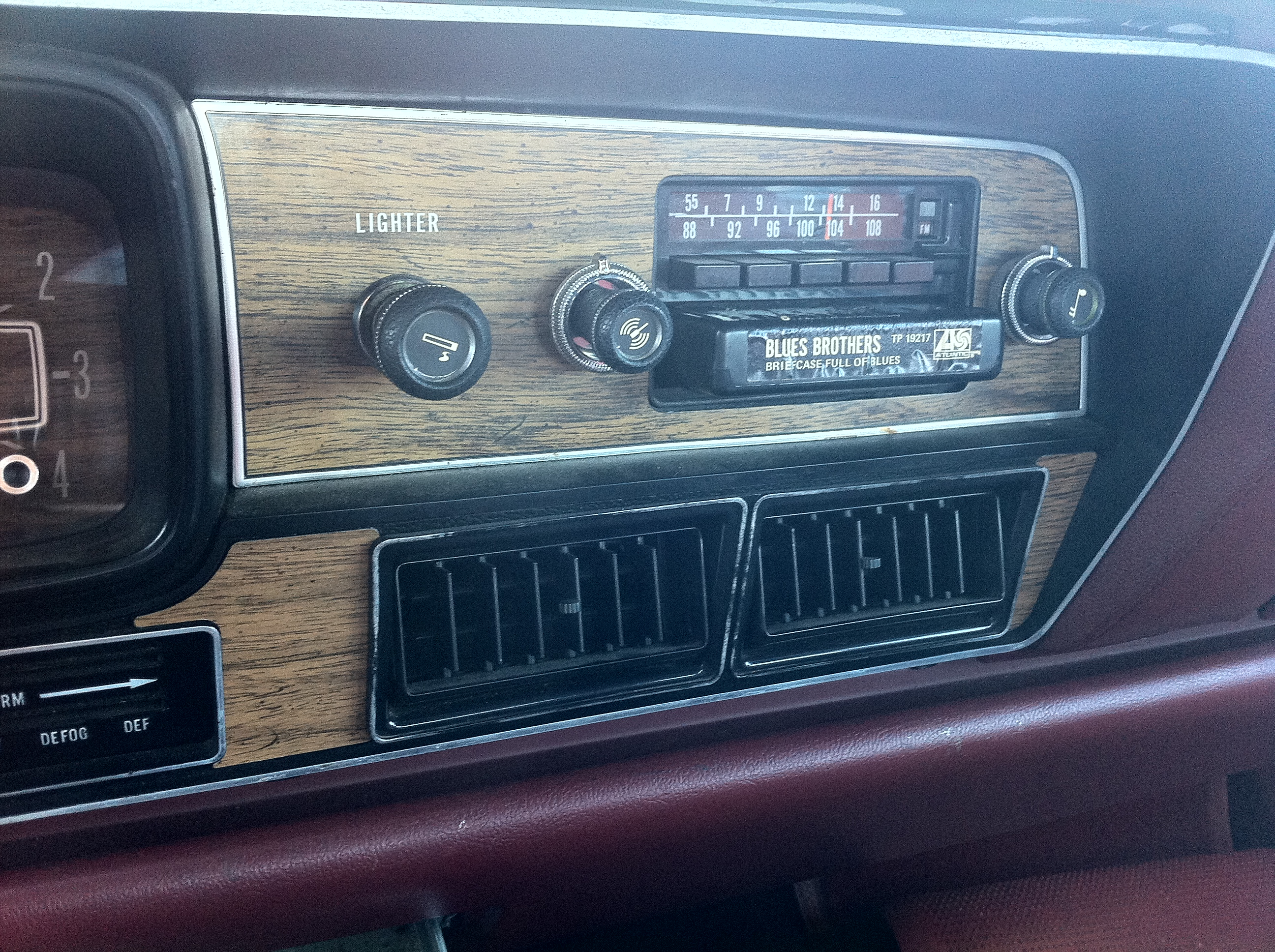
Магнитола Stereo 8 в автомобиле American Motors Matador (1978). Кассета вставляется в механизм не полностью
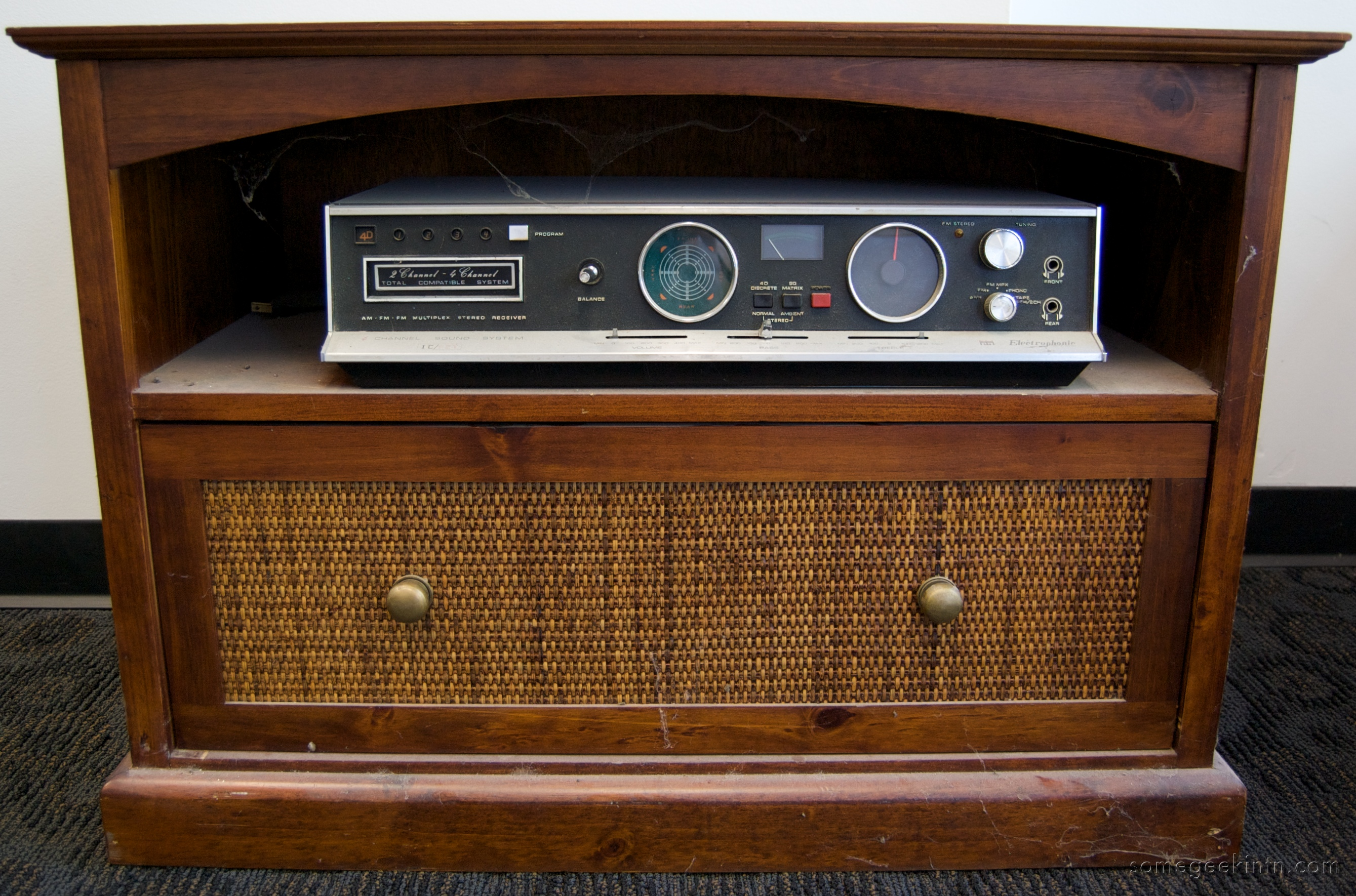
Бытовой проигрыватель Stereo 8 от Electrophonic
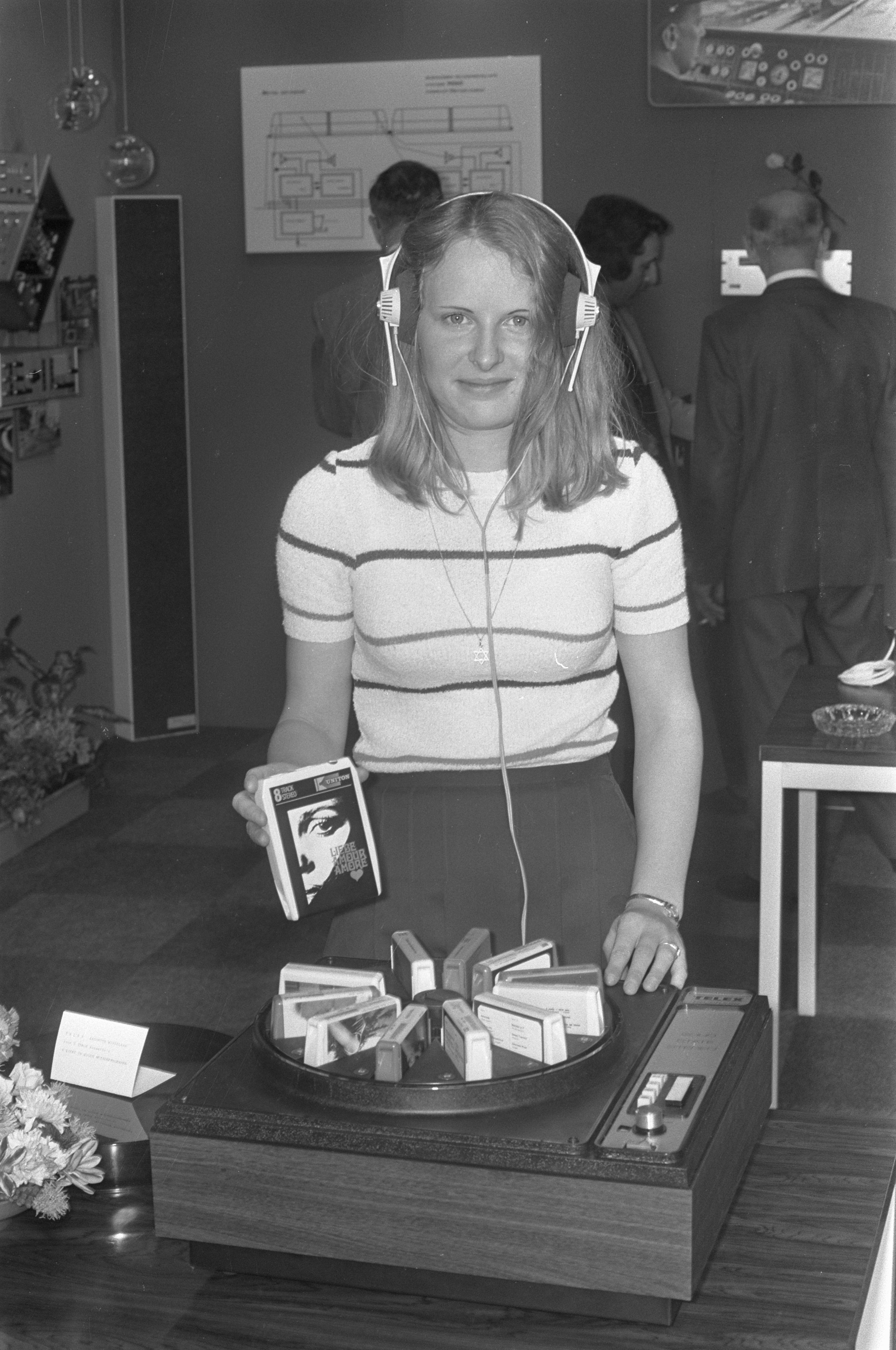
Бытовой проигрыватель Stereo 8 на 12 кассет от Telex Communications (англ.), представленный на выставке Fiarex-72
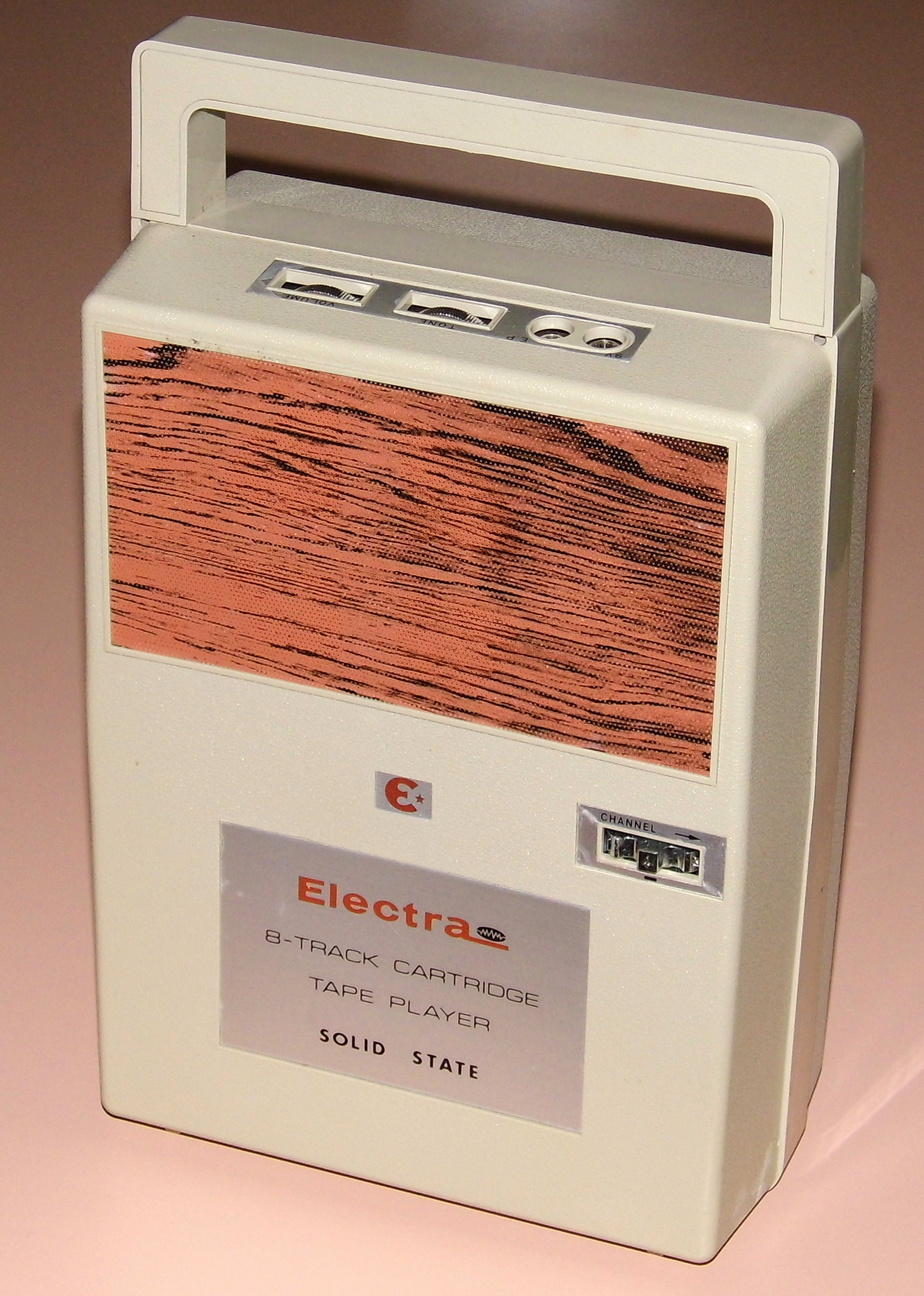
Портативный магнитофон Electra японского производства, предназначенный для воспроизведения кассет Stereo 8
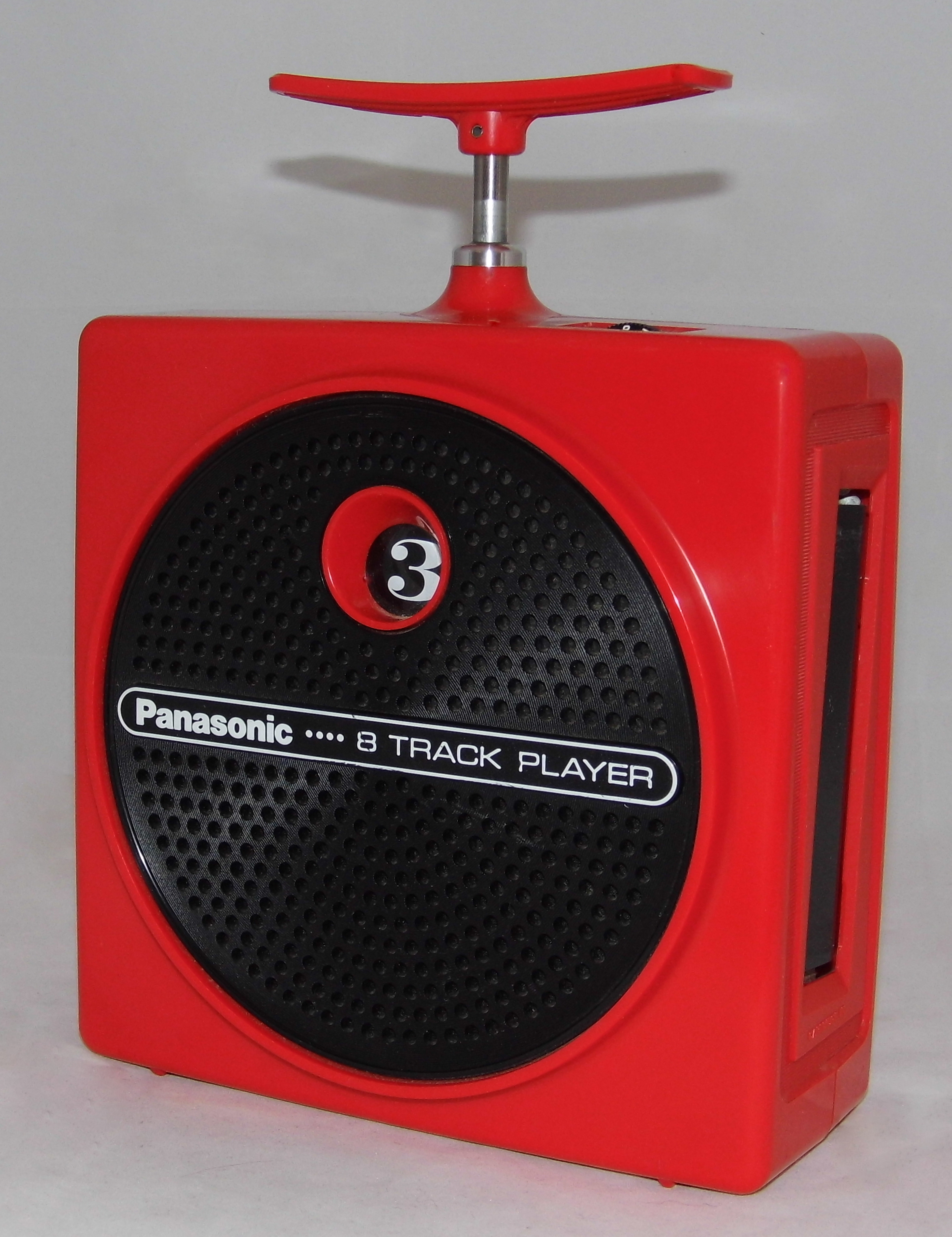
Портативный магнитофон Stereo 8, изготовленный в Японии корпорацией Panasonic (1974)